# Greco di Tufo
Le Greco di Tufo est un vin blanc italien de la région Campanie doté d'une appellation DOCG depuis 2003 (auparavant et depuis 1970, il s'agissait d'une DOC). Le cépage principal autorisé est le Greco Bianco. Seuls les vins issus de raisins récoltés à l'intérieur de l'aire géographique de production définie par le décret peuvent porter l’appellation.
"En vérité le vin Greco di Tufo était si estimé, que dans les banquets il n’était servi qu’une seule fois."  Pline l'Ancien

## Aire de production
Les vignobles autorisés se situent en province d'Avellino dans les communes Tufo, Altavilla Irpina, Chianche, Montefusco, Prata di Principato Ultra, Petruro Irpino, Santa Paolina et Torrioni.
Voir aussi l'article Greco di Tufo spumante.

## Caractéristiques organoleptiques
- couleur : jaune paille plus ou moins intense
- odeur : agréable, intense, fin,  caractéristique
- saveur : sèche, harmonique

Le Greco di Tufo se déguste à une température comprise entre 7 et 9 °C et il se boit jeune mais il se gardera 5 à 10 ans.

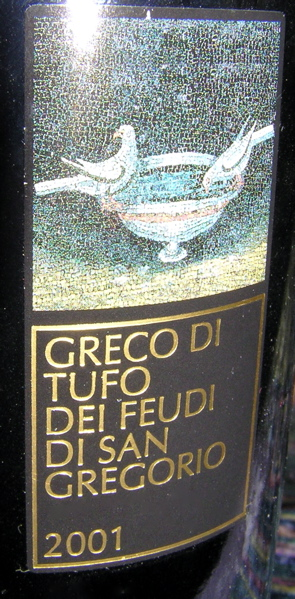

## Détails historiques
Le cépage fut porté dans la province d'Avellino, dans la zone des communes de Tufo, des Pélasges de la Thessalie (Grèce), dans le Ier siècle av. J.-C.

## Production
| Province | saison  | volume en hectolitres |
| -------- | ------- | --------------------- |
| Avellino | 1990/91 | 7871,00               |
| Avellino | 1991/92 | 8493,10               |
| Avellino | 1992/93 | 12668,82              |
| Avellino | 1993/94 | 9024,06               |
| Avellino | 1994/95 | 12366,83              |
| Avellino | 1995/96 | 17165,40              |
| Avellino | 1996/97 | 18152,70              |